# Réserve écologique des Îles-Avelle-Wight-et-Hiam
Die Réserve écologique des Îles-Avelle-Wight-et-Hiam ist ein ökologisches Schutzgebiet im Süden der kanadischen Provinz Québec, in der Regionalen Grafschaftsgemeinde Vaudreuil-Soulanges.

## Lage, Ausdehnung
Das Schutzgebiet wurde im Jahr 1994 auf einer Fläche von 90 ha eingerichtet und umfasst ein System von Inseln und Inselchen in der Baie de Vaudreuil (Vaudreuilbucht) im Lac des Deux Montagnes westlich von Montréal. Dabei sind die drei bedeutendsten Inseln Avelle, Wight und Hiam. Der See wird vom Ottawa gespeist. Das Schutzgebiet liegt auf dem Gebiet der Gemeinde Vaudreuil-Dorion.
Geschützt werden in Québec seltene oder bedrohte Pflanzengesellschaften, aber auch Bäume wie die Amerikanische Weiß-Eiche (Quercus alba) oder die Amerikanische Roteiche (Quercus rubra). Es repräsentiert die Ökoregion am unteren Sankt-Lorenz-Strom.

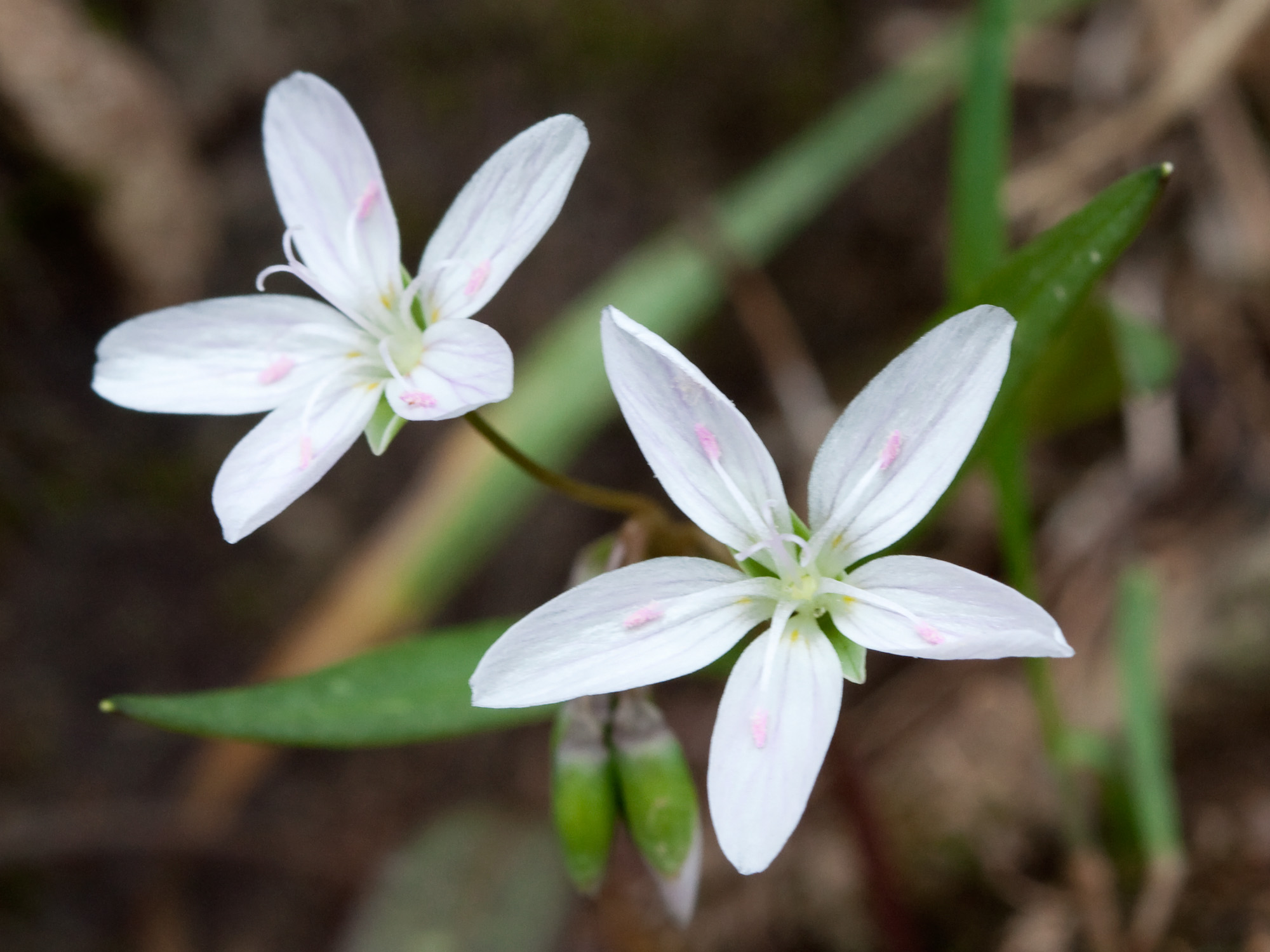
Claytonia virginica, ein Tellerkraut

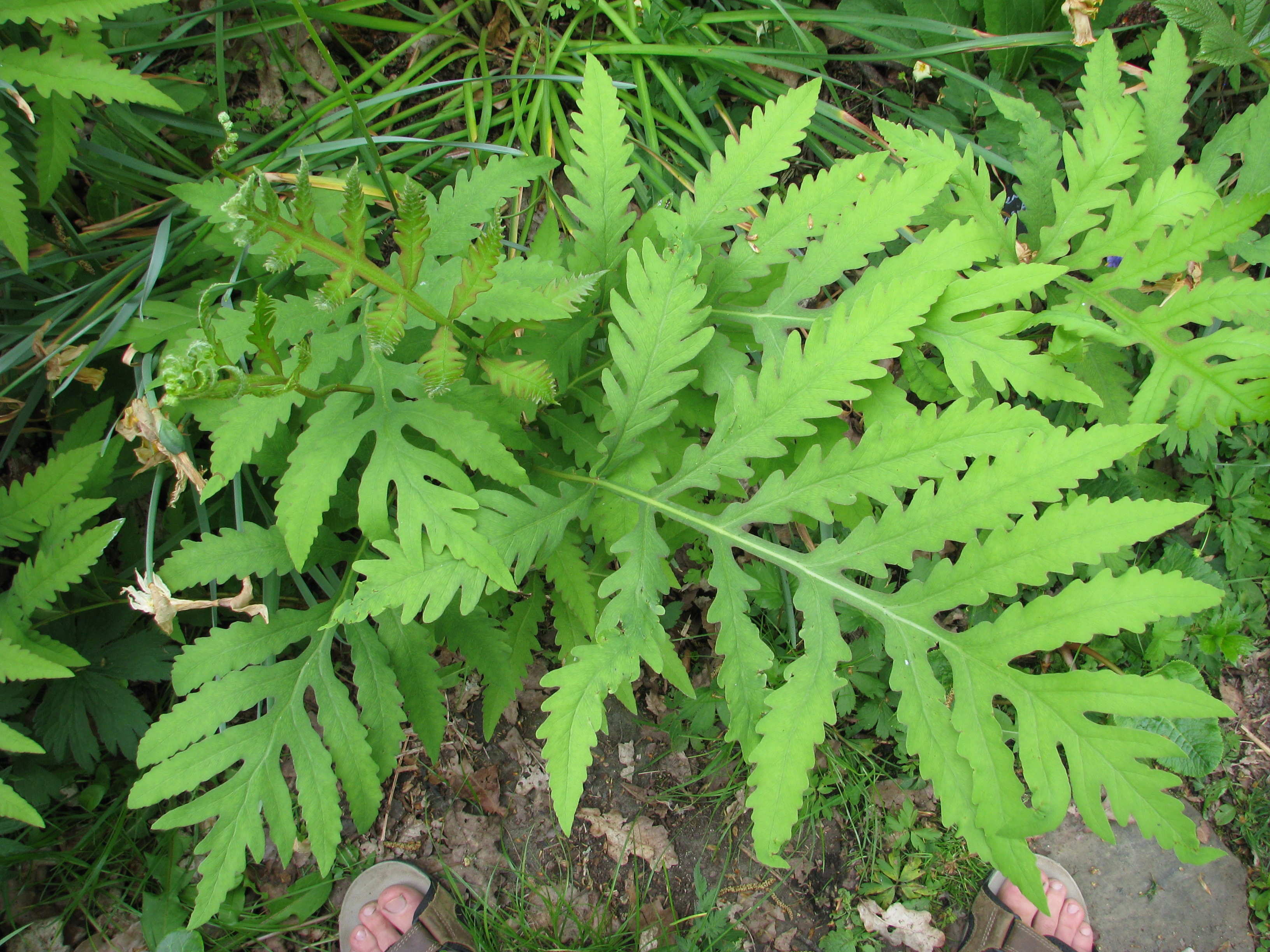
Onoclea sensibilis, ein Wurmfarngewächs

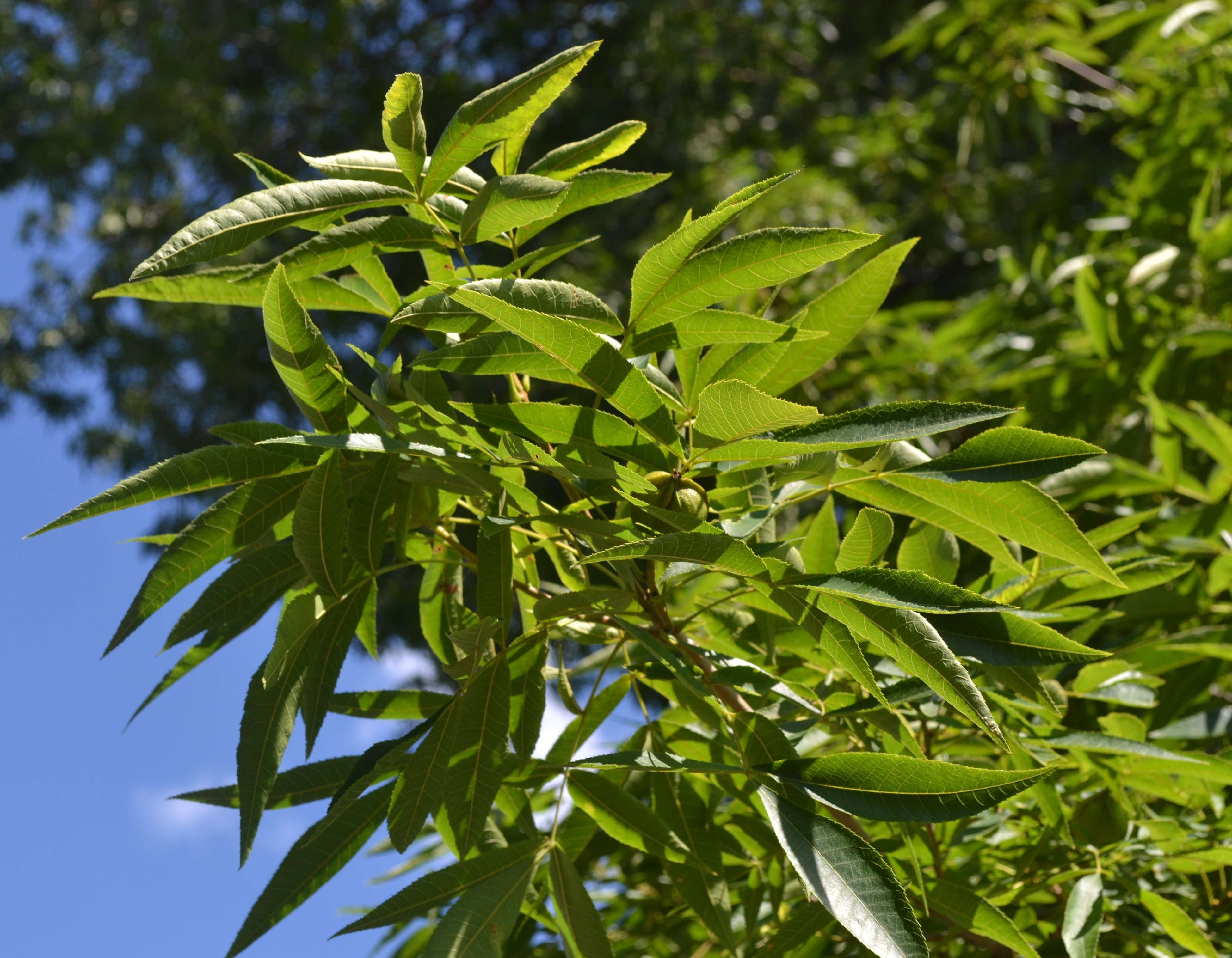
Carya cordiformis, ein Walnussgewächs

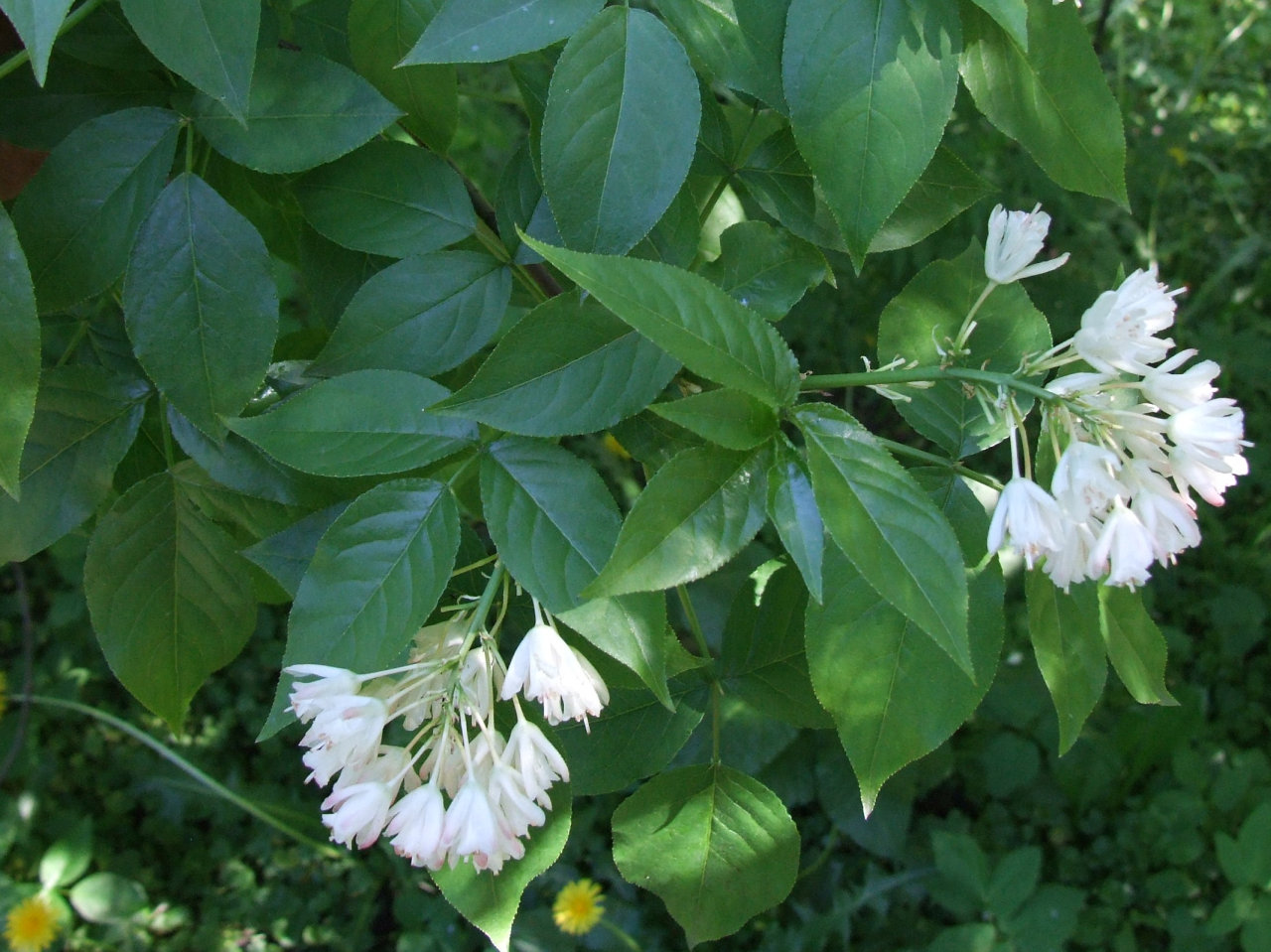
Amerikanische Pimpernuss

## Geologie, Flora
Der Untergrund besteht überwiegend aus Sandstein und Quarzsplitt, der hier Grès de Potsdam genannt wird. Darüber liegen Sedimente, die der Fluss abgelagert hat. In den höheren Lagen findet sich Tillit, das in den unteren Lagen von Schwemmland überlagert ist. Während die höheren Lagen dementsprechend gut entwässern, ist dies in den tieferen Lagen nicht möglich. Nur Avelle ist als echtes Festland anzusprechen; dort dominieren Zucker-Ahorn-Hickory-Wälder und die bedrohte Art Amerikanische Pimpernuss (Staphylea trifolia) ist dort zu finden. An den Stellen, wo es zu häufigen Überschwemmungen kommt wachsen entsprechend feuchtigkeitsliebende Bäume. Zwischen den Inseln befinden sich Untiefen, die von zahlreichen Wasserpflanzen und -tieren bewohnt werden.
An den ufernahen Gebieten bestehen Pflanzengesellschaften, in denen der Silber-Ahorn (Acer saccharinum) eine zentrale Rolle spielt, ebenso wie der Schuppenrinden-Hickory (Carya ovata), eine Baumart aus der Gattung Hickory (Carya), und Carya cordiformis aus der Familie der Walnussgewächse. Hinzu kommt die als gefährdet eingestufte Zweifarbige Eiche (Quercus bicolor). Ähnliches gilt für Onoclea sensibilis aus der Familie der Wurmfarngewächse, den Westlichen Knopfbusch (Cephalanthus occidentalis), aber auch für die Rot-Esche (Fraxinus pennsylvanica). Die Roteiche (Quercus rubra) dominiert die Insel Hiam vollständig, während Amerikanische Weiß-Eiche (Quercus alba) und Roteiche den Südteil von Wight dominieren.
Darüber hinaus finden sich 14 Gruppen aquatischer Pflanzengruppen. In den flacheren Gewässern dominieren Sparganium eurycarpum aus der Gattung der Igelkolben und Ästige Igelkolben (Sparganium erectum), Breitblättriges Pfeilkraut (Sagittaria latifolia) und Herzblättrige Hechtkraut (Pontederia cordata). In den ein wenig tieferen Bereichen finden sich Knollen-Seerose (Nymphaea tuberosa), Vallisneria americana aus der Familie der Froschbissgewächse und Wasserreis (Zizania palustris).
Zu den gefährdeten Arten im Schutzgebiet gehören der Westliche Zürgelbaum (Celtis occidentalis), die Weißeiche, die Zweifarbige Eiche, Pimpernüsse, Claytonia virginica aus der Gattung der Tellerkräuter,  Scipe de Torrey, der Ästige Igelkolben und Saururus cernuus Linné.

## Fauna
Die Fauna ist noch wenig erforscht. Bekannt ist, dass der Amerikanische Flussbarsch (Perca flavescens, franz.: Perchaude), der Forellenbarsch (Micropterus salmoides, franz.: Achigan à grande bouche), der Hecht (Esox lucius, franz.: Grand brochet) und der (braune) Katzenwels (Ameiurus nebulosus, franz.: Barbotte brune) hier leben. An Säugetieren ist vor allem die Bisamratte (Ondatra zibethicus) zu nennen, der die Vegetation und die Landschaft sehr zustattenkommen. Amphibien und Reptilien sind hingegen kaum vertreten, möglicherweise befinden sich Schildkröten in einigen der Buchten.